# Каса, Александр
Александр Робер Жорж Каса (фр. Alexander Robert Georges Casa, 17 апреля 1932 — 28 июля 2005) — французский и монегасский шахматист и шахматный композитор, международный мастер по шахматной композиции (1980).

## Биография
Неоднократный участник чемпионатов Франции.
В составе сборной Франции участник шахматной олимпиады 1960 г. и международного матча со сборной Бельгии (1969 г.).
В составе сборной Монако участник трех шахматных олимпиад (1964, 1966 и 1968 гг.; всегда выступал на 1-й доске).
Участник побочного соревнования крупных международных турниров в Монте-Карло (1968 и 1969 гг.).
В области шахматной композиции занимался составлением двух- и трехходовых задач. Регулярно публиковал свои произведения в журнале „Die Schwalbe“.

## Основные спортивные результаты
| Год  | Город       | Соревнование                               | + | −  | = | Результат | Место |
| ---- | ----------- | ------------------------------------------ | - | -- | - | --------- | ----- |
| 1960 | Лейпциг     | XIV Олимпиада (сборная Франции, 4-я доска) | 4 | 9  | 0 | 4 из 13   |       |
| 1964 | Тель-Авив   | XVI Олимпиада (сборная Монако, 1-я доска)  | 3 | 12 | 2 | 4 из 17   |       |
| 1966 | Гавана      | XVI Олимпиада (сборная Монако, 1-я доска)  | 6 | 6  | 4 | 8 из 16   |       |
|      | Гренобль    | Чемпионат Франции                          | 4 | 4  | 3 | 5½ из 11  | 11—14 |
| 1967 | Дьеп        | Чемпионат Франции                          | 3 | 5  | 3 | 4½ из 11  | 17—19 |
| 1968 | Монте-Карло | Международный турнир (В)                   | 1 | 9  | 2 | 2 из 12   |       |
|      | Лугано      | XVI Олимпиада (сборная Монако, 1-я доска)  | 4 | 5  | 8 | 8 из 17   |       |
| 1969 | Монте-Карло | Международный турнир (В)                   | 1 | 8  | 2 | 2 из 11   | 11    |
|      | Антверпен   | Матч Бельгия — Франция (против П. Лимбоса) |   | 1  |   |           |       |